# Aflebie
Aflebie je zvláštní párový orgán, lupenitý či kožovitý útvar při bázi listů u některých kapraďorostů. U fosilních kapradin známých z uhlí se podobá zahnutému ostnu. Většinou má funkci totožnou s palisty, slouží k ochraně mladých listů.